# 普陀體育館
普陀體育館是中華人民共和國上海市普陀區的一座體育場館，建於1959年9月，地點位於曹楊路400號。也是上海第一座區級體育館。1987年10月對場館拆除重建。1997年起，普陀體育館開始全年365天對外開放。1998年5月，普陀体育馆一度冠名为普陀古越龙山体育馆，这是中華人民共和國第一家由企业品牌命名的体育馆。2014年底，再次對場館进行改扩建，2017年6月份完工，9月1号重新对社会开放，获得了上海市建设工程“白玉兰”奖、上海“明星工地”、“普陀杯”优质工程等奖项